# 奥山定友
奥山 定友（おくのやま さだとも）は戦国時代の武将。今川氏の家臣。後に徳川氏、武田氏の家臣となる。

## 生涯

### 出自
定友は遠江国の国衆・奥山氏の一族。伝来する諸系図には父を奥山能登守とし、実名を定之とか定茂などどしているが、一次史料からは奥山右衛門尉という人物が父親であることが確認されている。奥山友久を系図によって定友の子とするものもあるが、これも一次史料から定友の弟であると確認されている。

### 事績
奥山氏は遠江国奥山郷（現・浜松市天竜区佐久間町・水窪町）を領する国衆であり、東海地方を支配する今川氏に従っていた。永禄6年（1563年）に惣領の奥山吉兼が寄親の天野景泰と共に今川氏真に反旗を翻すと、定友は惣領には従わずに弟・友久と共に今川方に残留した。これにより同10年（1567年）正月に定友・友久兄弟は今川氏の直参となることを認められ、吉兼の跡職を継承することを今川氏真より認められた。但し叛乱者である吉兼が奥山郷を実効支配し所領を横領したため、定友兄弟は替地として上長尾郷（現・川根本町）や友永郷（現・袋井市）を与えられた。定友は吉兼ら北遠の反攻勢力に備えるため、今川氏真より天野藤秀や天方三河守と共に中尾生城の普請を命じられている。
永禄11年（1568年）12月に徳川家康による遠江侵攻が開始されると、当初は今川方として友久や天野藤秀と共に犬居城の守備にあたっていた。しかし翌年4月には天野藤秀と共に徳川氏に従属し、天野氏の同心となった。元亀3年（1572年）に武田信玄による徳川領国への侵攻が行われると、天野藤秀と共に武田氏に従属した。これらの情勢の中で奥山郷はかつての惣領・吉兼によって実効支配されており、かつ共に徳川氏・武田氏に従っていたため、定友・友久兄弟は今川氏より替地として与えられた上長尾郷を本領とするようになり、徳川氏や武田氏よりその地を安堵されている。
天正元年（1573年）7月には与えられた知行地に不満を申し立て甲府に加増を求めて訴訟に赴き、その結果武田勝頼から鶴松内で100貫文の知行を加増されている。
その後の動向は弟・友久共に不明。